# Man on Fire - Il fuoco della vendetta
Man on Fire - Il fuoco della vendetta (Man on Fire) è un film del 2004 diretto da Tony Scott, remake di Kidnapping - Pericolo in agguato (1987), entrambi basati sul romanzo Man on fire di A.J. Quinnell.

## Trama
A Città del Messico, i sequestri di persona sono all'ordine del giorno. Le guardie del corpo sono uno standard per la maggior parte delle famiglie agiate e Samuel Ramos ha bisogno di assumere una guardia del corpo per proteggere la sua, composta dalla moglie Lisa e dalla figlia Lupita. Paul Rayburn apprende che Ramos ha bisogno di una guardia del corpo, così gli raccomanda il suo vecchio amico della CIA, John Creasy. Ramos è impressionato dal curriculum di Creasy, che include anche attività nella Legione Straniera e nelle Forze Speciali antiterrorismo. Anche se qualcuno con il curriculum di Creasy sarebbe potuto tranquillamente essere in una posizione di leadership, la vita di Creasy è purtroppo segnata dai fantasmi del passato e dalle morti che ha visto in combattimento, cercando peraltro di soffocare la depressione con l'alcool.
Creasy non è interessato a lavorare come guardia del corpo, e ancor meno con una bambina, ma accetta l'incarico su insistenza dell'amico. Giunto poco dopo all'abitazione, Creasy passa i suoi primi giorni a leggere la Bibbia e bere, cercando di trovare la redenzione per quello che ha fatto nei suoi precedenti lavori. Non riuscendo più a sopportare i fantasmi del passato, si punta la pistola alla testa tentando il suicidio, poiché crede che la pallottola sia il giudizio definitivo delle sue azioni. Miracolosamente, il proiettile fa cilecca, nonostante abbia premuto il grilletto. Creasy lo interpreta come un segno che deve proseguire.
Creasy era inizialmente infastidito dalle domande di Pita, ma in seguito, grazie all'intelligente curiosità e alla dolcezza della bambina, finisce per affezionarvisi e ritrovare un po' d'equilibrio. I due diventano grandissimi amici e Creasy sostituisce i suoi genitori in loro assenza, dandole suggerimenti, orientamento, aiutandola per prepararsi a una gara di nuoto e in particolare a migliorare i riflessi e l'ingresso in acqua. Il desiderio più grande di Pita è quello di poter essere una grande nuotatrice e mostra la sua determinazione nell'allenarsi duramente sotto la guida di Creasy. Pita vince la gara, seguita a bordo vasca dalla guardia del corpo come se fosse sua figlia. Dopo tanti anni di dolore, solitudine e violenza, Creasy trova quella felicità che da sempre cercava e un nuovo senso nella sua vita.
Creasy accompagna la bambina a una lezione di pianoforte (benché lei sia stanca di lezioni di piano scegliendo di dedicarsi principalmente al nuoto, il suo sport preferito) e, mentre la aspetta in strada, percepisce d'istinto il pericolo imminente. Non appena Pita esce dall'edificio i rapitori si avvicinano, ma Creasy estrae la pistola e apre il fuoco, dandole una possibilità di fuga. I rapitori, alcuni dei quali sono poliziotti corrotti, rispondono al fuoco di Creasy che, pur ferito, riesce a ucciderne quattro, tra cui due poliziotti. Purtroppo Creasy cade a terra incosciente, e intanto un altro gruppo di rapitori preleva Pita e la porta via con un'auto. Creasy, portato in ospedale, viene arrestato e accusato di aver ucciso degli onesti poliziotti e di complicità nel rapimento.
Una banda, il cui capo è conosciuto come La Voce, contatta i genitori di Pita chiedendo un riscatto di 10 milioni di dollari. Lo scambio va male perché i rapitori vengono attaccati da persone misteriose, e nello scontro a fuoco che ne deriva muore il nipote del capobanda. Poco dopo, La Voce avvisa i genitori di Pita che la bimba è morta.
Creasy si riprende dalle ferite e visita i genitori di Pita. L'uomo, avendo perso quella luce che aveva finalmente ridato un senso di felicità e di gioia nella propria vita, promette alla madre che ucciderà tutti coloro che sono coinvolti o che hanno beneficiato del rapimento. La madre di Pita gli dà il permesso, desiderosa di avere la propria vendetta.
Solo pochi sanno della missione di Creasy: Lisa, la madre della ragazza; Rayburn, il vecchio amico di Creasy; Miguel Manzano, investigatore della Agencia Federal de Investigación (AFI) che vuole coprire la missione di Creasy; e Mariana García Guerrero, una giornalista che gli dà informazioni in cambio della conoscenza di quanto sta avvenendo nascondendo al resto della polizia i suoi movimenti, lasciando che faccia la sua giustizia personale.
Anche Rayburn, consapevole di quanto il sistema di polizia messicano sia corrotto, decide di coprire Creasy lasciando che compia la sua vendetta ripulendo la città da criminali che per troppo tempo hanno rovinato la vita dei cittadini. Creasy fa visita ad un venditore di armi illegale procurandosi vari tipi di arma e preparandosi per il massacro. Manzano rimane ammirato da Creasy, e chiede a Rayburn informazioni sul suo riguardo, in quanto egli, era un suo vecchio collega e compagno. Rayburn ammette però di non sapere quasi nulla sul passato Creasy o cosa facesse prima. Egli afferma solo che Creasy è un artista nel dispensare morte e distruzione. Ora che si è scatenato dalla vendetta per la perdita della bambina, realizzerà a città del messico, il suo più grande capolavoro.
Con spietata efficacia, Creasy uccide a suo modo molti adepti della corrotta organizzazione responsabile non solo del rapimento di Pita, ma di altri bambini in tutta Città del Messico, sequestrando, torturando e uccidendo i fiancheggiatori e i membri della banda, agenti e un funzionario corrotto della polizia messicana, che mano a mano gli svelano le informazioni necessarie a proseguire nel suo piano di vendetta. Il percorso che conduce a La Voce lo porta anche a Jordan Kalfus, l'avvocato di Ramos che ha negoziato con i sequestratori.
Trovato il suo indirizzo, Creasy entra nella sua villa, ma con sorpresa scopre che l'avvocato è stato ucciso, decapitato con una katana e il corpo buttato nella piscina. Svariati documenti sono stati bruciati sulla sua scrivania, ma Creasy riesce a trovarne uno ancora intatto, tramite il quale scopre che il padre di Pita era non solo a conoscenza, ma anche complice del rapimento per poter incassare parte del riscatto. Sui documenti ritrovati dell'avvocato, Creasy scopre che nel conto bancario del padre di Pita vi sono stati messi cinque milioni di dollari.
Fatto ritorno alla casa di Pita, Creasy pretende di sapere la verità. Lisa resta confusa alle domande di Creasy, dimostrando che lei ne era all'oscuro. Messo alle strette da Creasy, il padre di Pita viene violentemente attaccato dalla moglie, sconvolta dalla rivelazione appena scoperta, alla quale confessa di non avere ereditato l'impero del padre come sosteneva, ma di avere ricevuto i suoi debiti, per cancellare i quali aveva partecipato al complotto. Si rivela infine essere stato lui ad avere ucciso il proprio avvocato per vendetta, poiché gli aveva garantito che la figlia non avrebbe corso alcun pericolo e che entro due giorni l'avrebbero riavuta. Non volendo sentire ragioni, Lisa accusa il marito di avere venduto la figlia per soldi e chiede a Creasy di ucciderlo, ma questi consegna al marito di Lisa il proiettile che contro di lui non era esploso, lasciandogli la libertà di scelta. Il marito, disperato ritenendosi responsabile della morte della figlia, carica la pistola col proiettile di Creasy, se la punta alla testa e preme il grilletto, e stavolta il proiettile funziona.
Alla fine Creasy rintraccia la moglie e il fratello della Voce, e tramite loro riesce ad avere una conversazione telefonica col capobanda. La Voce poco dopo rivela che Pita è viva ed è disposto a uno scambio: suo fratello e la vita di Creasy in cambio di Pita. Creasy accetta e si reca in una remota zona rurale al di fuori di Città del Messico con la madre di Pita.
Lo scambio avviene su un ponte, e Creasy e Pita si abbracciano. Poco dopo Creasy si consegna alla banda dei rapitori e muore in auto a causa delle gravi ferite riportate, tenendo tra le mani una medaglietta di Giuda Taddeo, il patrono delle cause perse, regalo di Pita. Alcune scene successive mostrano che in quello stesso giorno, dopo lo scambio di Pita, La Voce viene infine rintracciato nella sua abitazione, dove viene ucciso da Manzano durante l'arresto.

## Produzione
Tony Scott aveva già l'intenzione di realizzare questo film nel 1983, ma, vista la mancanza di produttori che credessero nel progetto, preferì dedicarsi a Top Gun. Un adattamento fu realizzato nel 1987, con il titolo Un uomo sotto tiro, dal regista Elie Chouraqui con protagonista Scott Glenn nel ruolo di John Creasy.
Michael Bay e Antoine Fuqua furono considerati per dirigerne un remake finché Arnon Milchan, già produttore di Un uomo sotto tiro e ancora detentore dei diritti del romanzo, chiese a Scott se era ancora intenzionato a realizzare una sua versione del film.
20th Century Fox voleva che il film, come il romanzo e la versione precedente, fosse ambientato in Italia, più precisamente a Napoli. Tuttavia, Scott voleva girare un film contemporaneo, mentre il fenomeno dei rapimenti in Italia era praticamente scomparso nei primi anni duemila. Fu scelta quindi Città del Messico per via del suo alto tasso di rapimenti e criminalità.
A Robert De Niro era stato offerto il ruolo di Creasy, mentre quello di Miguel Manzano era stato offerto a Ricardo Darín. Prima della sua morte, Marlon Brando era stato considerato nel ruolo di Rayburn.

## Colonna sonora
1. Carlos Varela – Una palabra – 1:13
2. Main Title – 3:06 (musica: Harry Gregson-Williams)
3. Taxi – 0:52 (musica: Harry Gregson-Williams)
4. El paso – 0:34 (musica: Harry Gregson-Williams)
5. Creasy's Room – 0:33 (musica: Harry Gregson-Williams)
6. The Rave – 4:24 (musica: Harry Gregson-Williams)
7. Pita's Sorrow – 1:48 (musica: Harry Gregson-Williams)
8. Nightmare – 1:08 (musica: Harry Gregson-Williams)
9. Bullet Tells the Truth – 1:37 (musica: Harry Gregson-Williams)
10. Followed – 1:02 (musica: Harry Gregson-Williams)
11. Smiling – 0:50 (musica: Harry Gregson-Williams)
12. You are Her Father – 1:45 (musica: Harry Gregson-Williams)
13. No mariachi – 0:43 (musica: Harry Gregson-Williams)
14. The Drop – 3:00 (musica: Harry Gregson-Williams)
15. Gabriel Gonzales – Angel vengador – 1:21 (musica: Harry Gregson-Williams)
16. You Betrayed Me – 1:27 (musica: Harry Gregson-Williams)
17. She's Dead – 0:43 (musica: Harry Gregson-Williams)
18. The Crime Scene – 0:58 (musica: Harry Gregson-Williams)
19. Pita's Room – 1:50 (musica: Harry Gregson-Williams)
20. Gonzales – 1:57 (musica: Harry Gregson-Williams)
21. Kinky – Oye Como Va – 4:41
22. La Nina – 1:48 (musica: Harry Gregson-Williams)
23. Creasy's Art is Death – 0:55 (musica: Harry Gregson-Williams)
24. The Voice – 3:01 (musica: Harry Gregson-Williams)
25. Sanchez Family – 4:46 (musica: Harry Gregson-Williams)
26. The Rooftop – 5:08 (musica: Harry Gregson-Williams)
27. The End – 9:35 (musica: Harry Gregson-Williams)
28. hybrid – Man on Fire Remix (feat. Lisa Gerrard) – 3:41 (musica: Harry Gregson-Williams)

Durata totale: 64:26

## Distribuzione
È stato distribuito il 23 aprile 2004 nelle sale statunitensi da 20th Century Fox, mentre in Italia dal 10 settembre dello stesso anno.

### Home video
Oltre mezz'ora di girato è stato ridotto dagli iniziali workprint a formare la versione finale in DVD, riducendo la prima versione che era lunga quasi 3 ore. Tra le scene escluse (incluse peraltro nella Special Edition DVD), vi sono due scene di sesso e un più esteso finale, dove la vendetta di Creasy letteralmente lo porta a diventare un uomo sul fuoco.
Nel DVD vi sono varie scene eliminate dal montaggio finale: Creasy è indicato avere una relazione con Lisa, ed è Lisa che uccide il marito, piuttosto che nella versione finale nella quale egli si suicida.

## Accoglienza

### Incassi
Il film totalizzò un incasso di 130,4 milioni di dollari a fronte di un budget di 70 milioni.

### Critica
Il film ricevette critiche tiepide.
L'autore di Man on Fire A. J. Quinnell apprezzò il film, lodandone la sceneggiatura, che aveva mantenuto molti dei dialoghi del romanzo, e le interpretazioni di Washington e della Fanning.

## Remake
Nel 2005 ne è stato realizzato un remake indiano, Ek Ajnabee, diretto da Apoorva Lakhia e con Amitabh Bachchan nel ruolo di Creasy, rinominato Suryaveer "Surya" Singh.